# Cantões da Costa Rica
Um cantão é o segundo-nível divisão administrativa do Costa Rica. As sete províncias do país subdividem-se em 81 cantões, e estes são subdivididos em distritos.
Uma característica única dos cantões é que eles são a única divisão administrativa na Costa Rica, que possuem governo local na forma de municípios. Cada município tem seu próprio prefeito e vários representantes do cantão, todos eles escolhidos através de eleições municipais. Cada município tem seu próprio prefeito e vários representantes, todos eleitos por meio de eleições municipais a cada quatro anos.
Os 14 cantões originais foram estabelecidos em 1848, e o número aumentou gradualmente pela divisão dos cantões existentes. Lei n. 4366, de 19 de agosto de 1969, que esboça a criação de divisões administrativas da Costa Rica, afirma que novos cantões só podem ser criados se tiverem pelo menos um por cento da população total da república, que era de 4 301 712 no último censo (2011).  O último novo cantão, Río Cuarto, foi criado em 30 de março de 2017.

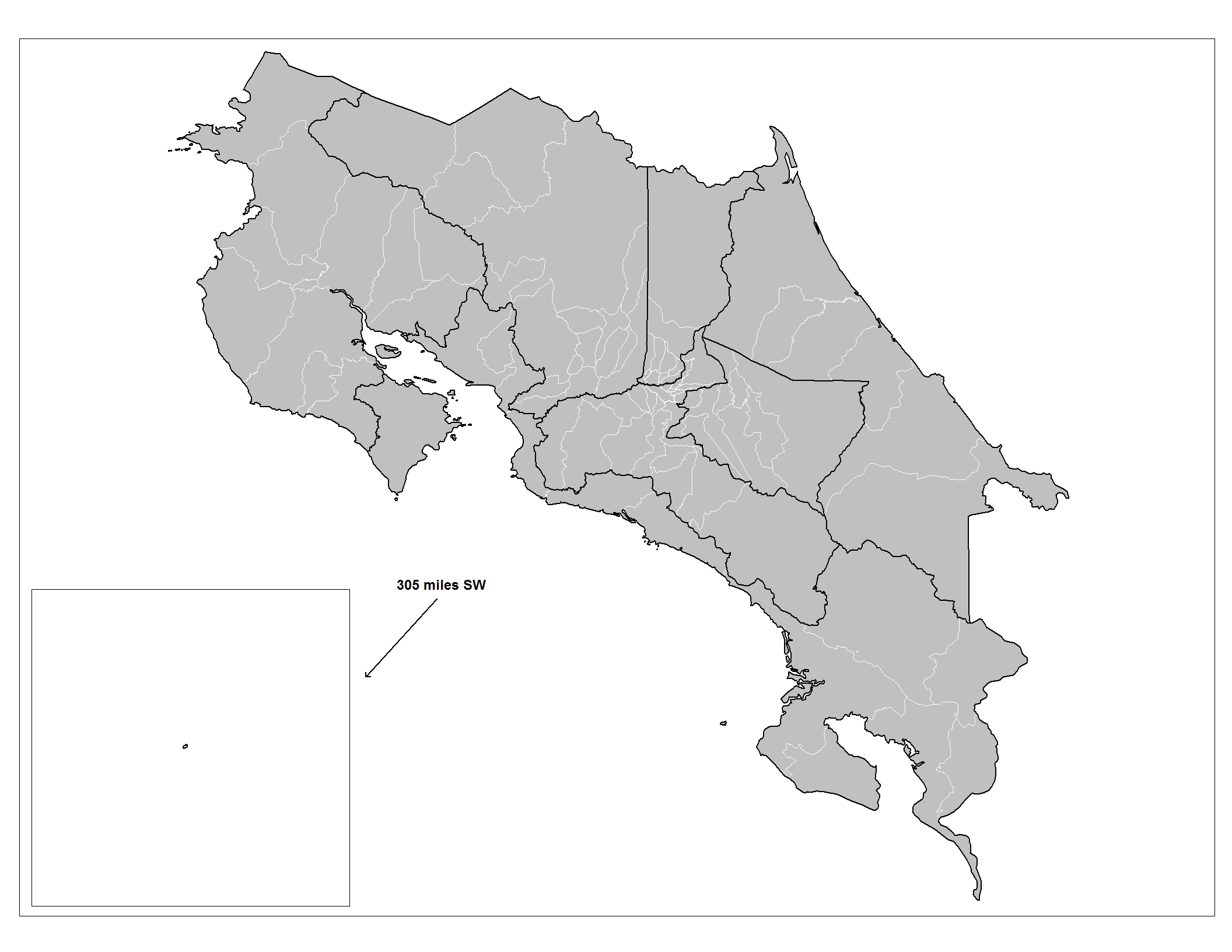
Mapa mostrando Costa Rica, 7 províncias sub-divididas em seus 81 distritos.

População
(2011)
| Código postal | Cantão              | Província  | População | % Pop País. | Área (km²) | % Pop urbana. |
| ------------- | ------------------- | ---------- | --------- | ----------- | ---------- | ------------- |
| 101           | San José            | San José   | 309,672   | 8.13        | 44.62      | 100.00        |
| 102           | Escazú              | San José   | 52,372    | 1.37        | 34.49      | 79.79         |
| 103           | Desamparados        | San José   | 193,478   | 5.08        | 118.26     | 80.37         |
| 106           | Aserrí              | San José   | 49,319    | 1.29        | 167.28     | 43.49         |
| 108           | Goicoechea          | San José   | 117,532   | 3.08        | 31.50      | 83.90         |
| 109           | Santa Ana           | San José   | 34,507    | 0.91        | 61.42      | 7.56          |
| 110           | Alajuelita          | San José   | 70,297    | 1.84        | 21.17      | 42.60         |
| 111           | Vázquez de Coronado | San José   | 55,585    | 1.46        | 222.17     | 58.58         |
| 113           | Tibás               | San José   | 72,074    | 1.89        | 8.15       | 57.36         |
| 114           | Moravia             | San José   | 50,419    | 1.32        | 28.62      | 62.86         |
| 115           | Montes de Oca       | San José   | 50,433    | 1.32        | 15.16      | 84.71         |
| 118           | Curridabat          | San José   | 60,889    | 1.60        | 15.95      | 78.02         |
| 119           | Pérez Zeledón       | San José   | 122,187   | 3.21        | 1,906.32   | 21.69         |
| 201           | Alajuela            | Alajuela   | 222,853   | 5.85        | 388.33     | 28.83         |
| 202           | San Ramón           | Alajuela   | 67,975    | 1.78        | 1,018.56   | 20.57         |
| 203           | Grecia              | Alajuela   | 65,119    | 1.71        | 395.43     | 17.94         |
| 206           | Naranjo             | Alajuela   | 37,602    | 0.99        | 126.61     | 22.51         |
| 210           | San Carlos          | Alajuela   | 127,140   | 3.34        | 3,350.98   | 19.82         |
| 213           | Upala               | Alajuela   | 37,679    | 0.99        | 1,582.64   | 8.69          |
| 301           | Cartago             | Cartago    | 132,057   | 3.47        | 287.80     | 56.39         |
| 302           | Paraíso             | Cartago    | 52,395    | 1.38        | 411.96     | 63.47         |
| 303           | La Unión            | Cartago    | 80,279    | 2.11        | 44.83      | 50.53         |
| 305           | Turrialba           | Cartago    | 68,510    | 1.80        | 1,639.34   | 33.20         |
| 307           | Oreamuno            | Cartago    | 39,032    | 1.02        | 202.10     | 73.36         |
| 401           | Heredia             | Heredia    | 103,894   | 2.73        | 280.54     | 34.63         |
| 403           | Santo Domingo       | Heredia    | 34,748    | 0.91        | 24.84      | 36.13         |
| 405           | San Rafael          | Heredia    | 37,293    | 0.98        | 48.40      | 39.39         |
| 410           | Sarapiquí           | Heredia    | 45,435    | 1.19        | 2,132.63   | 2.94          |
| 501           | Liberia             | Guanacaste | 46,703    | 1.23        | 1,438.00   | 73.41         |
| 502           | Nicoya              | Guanacaste | 42,189    | 1.11        | 1,334.47   | 31.61         |
| 503           | Santa Cruz          | Guanacaste | 40,821    | 1.07        | 1,313.46   | 25.22         |
| 601           | Puntarenas          | Puntarenas | 102,504   | 2.69        | 1,818.44   | 61.08         |
| 603           | Buenos Aires        | Puntarenas | 40,139    | 1.05        | 2,386.88   | 25.58         |
| 607           | Golfito             | Puntarenas | 33,823    | 0.89        | 1,751.77   | 30.08         |
| 608           | Coto Brus           | Puntarenas | 40,082    | 1.05        | 933.17     | 7.27          |
| 610           | Corredores          | Puntarenas | 37,274    | 0.98        | 620.57     | 23.97         |
| 701           | Limón               | Limón      | 89,933    | 2.36        | 1,766.29   | 59.43         |
| 702           | Pococí              | Limón      | 103,121   | 2.71        | 2,398.29   | 22.55         |
| 703           | Siquirres           | Limón      | 52,409    | 1.38        | 860.48     | 21.21         |
| 706           | Guácimo             | Limón      | 34,879    | 0.92        | 576.83     | 17.47         |
| 704           | Talamanca           | Limón      | 21,000    | 0.55        | 2,809.93   | 10.51         |